# Pietro Rossi (calciatore)
Pietro Rossi (fl. XX secolo) è stato un calciatore italiano, di ruolo mezzala.

## Carriera
Nella stagione 1926-1927 giocò con la Juventus una partita in campionato e un'altra in Coppa Italia.